# Julius Riyadi Darmaatmadja

znak kardinála Darmaatmadji

Julius Riyadi kardinál Darmaatmadja SJ (* 20. prosince 1934, Muntilan) je indonéský římskokatolický kněz, jezuita, bývalý arcibiskup Jakarty, kardinál.

## Kněz
V roce 1957 vstoupil do řádů jezuitů, časné sliby složil 8. září 1959, věčné sliby pak 2. února 1975. Kněžské svěcení přijal 18. prosince 1969. Působil jako kněz v arcidiecézi Semarang, přednášel v diecézním semináři, kde byl později také rektorem.

## Biskup
Dne 19. února 1983 byl jmenovaný arcibiskupem arcidiecéze Semarang, biskupské svěcení přijal 29. června téhož roku. Světitelem byl dosavadní arcibiskup Justinus Darmojuwono. V dubnu 1984 se stal také vojenským ordinářem indonéské armády, od ledna 1996 byl arcibiskupem Jakarty.

## Kardinál
Dne 26. listopadu 1994 ho papež Jan Pavel II. na konzistoři jmenoval kardinálem. Účastnil se konkláve v roce 2005. V lednu 2006 přijal papež Benedikt XVI. jeho rezignaci na funkci vojenského ordináře indonéské armády. V červnu 2010 vzhledem k dovršení kanonického věku rezignoval také na funkci arcibiskupa Jakarty. Jeho nástupcem se stal arcibiskup Ignatius Suharyo Hardjoatmodjo.